# Zelenogradsk
Zelenogradsk (rusky Зеленоградск, polsky Zielenogradsk, litevsky Krantas), do roku 1946 Cranz (německy; rusky Кранц, polsky Koronowo), je lázeňské město v Kaliningradské oblasti, exklávě Ruské federace. Leží na břehu Baltského moře zhruba 30 kilometrů na sever od Kaliningradu u jižního konce Kurské kosy. V roce 2010 měl zhruba 13 tisíc obyvatel. Město je významné lázeňské středisko.

## Historie města
Na území dnešního města byla ve středověku rybářská vesnice obyvaná kmenem Prusů. Odtud pochází i německé jméno města Cranz, což je zkrácenina z původního Cranzkuhren, které je odvozené ze pruského slova krantas - česky pobřeží. Po většinu své existence zůstala osada pouze malou pobřežní vesnicí. Zlom přišel až s 19. stoletím, kdy se z osady stala vyhledávané lázeňské centrum pro celé původní Pruské království. Mezi rekreanty se řadili i členové vládnoucí dynastie Hohenzollernů, a tak si vesnička vysloužila označení tzv. das königliche Bad (královské lázně). V roce 1908 navštívilo Cranz celkem 13 277 návštěvníků. V roce 1885 byla vesnice dokonce spojena s Königsbergem železnicí. Ačkoliv příliv turisttů výrazně vesnici rozvinul, nikdy se z tehdejšího Cranzu nestalo město (počet obyvatel nikdy nepřesáhl šest tisíc). Hlavním způsobem obživy i nadále zůstalo rybářství.
Na konci druhé světové války byla většina místní německé populace evakuována do Německa před příchodem Rudé armády. Po válce oblast připadla SSSR, jméno bylo změněno na Zelenogradsk a do města se nastěhovali převážně Rusové. Původní lázeňský turismus se přesunul do nedalekého Svetlogorsku (původně německy Rauschen). V posledních letech se ale městečko opět vrací k původnímu účelu. Bohatí Rusové zde často kupují domy a v roce 2005 dokonce město navázalo spolupráci s německým lázeňským městem Kühlungsbornem.
Zelenogradsk je přezdíván Městem koček, v souvislosti s úspěchem muzea Murarium, sídlícím ve staré vodárenské věži. Od roku 2010 začaly úřady využívat téma koček k propagaci města a kočky se staly neoficiálním symbolem Zelenogradsku; jsou jim věnovány sochy, pouliční kresby a umělecké předměty. V roce 2018 město zřídilo pozici "kočičího kuchaře", který pečuje o početné kočky v městském parku, kde mají k dispozici i vytápěné domky. Aktivisté se pokusili umístit kočku i do oficiálního znaku města, ale iniciativa nebyla vyslyšena.

## Obyvatelstvo

### Vývoj obyvatelstva v průběhu doby
| Rok       | 1908  | 1933  | 1939  | 1959  | 1970  | 1979  | 1989   | 2002   | 2010   |
| Obyvatelé | 2 600 | 4 667 | 5 089 | 6 866 | 9 172 | 9 781 | 10 786 | 12 509 | 13 026 |

### Aktuální složení obyvatelstva
Při sčítání lidu v roce 2010 bylo etnické složení v městě následující:
| - 87,0 % Rusové - 3,8 % Ukrajinci - 3,6 % Bělorusové - 1,1 % Arméni - 0,9 % Uzbekové - 0,5 % Tataři |  | - 0,5 % Litevci - 0,5 % Azerové - 0,3 % Poláci - 0,3 % Němci - 1,5 % ostatní |

### Významné osobnosti města
- Curt Falkenheim (1893–1949), německý dětský lékař
- Mary Saran (1897–1976), německý publicista
- Abel Ehrlich (1915–2003), německý skladatel
- Volker Lechtenbrink (nar. 1944), německý herec

## Galerie

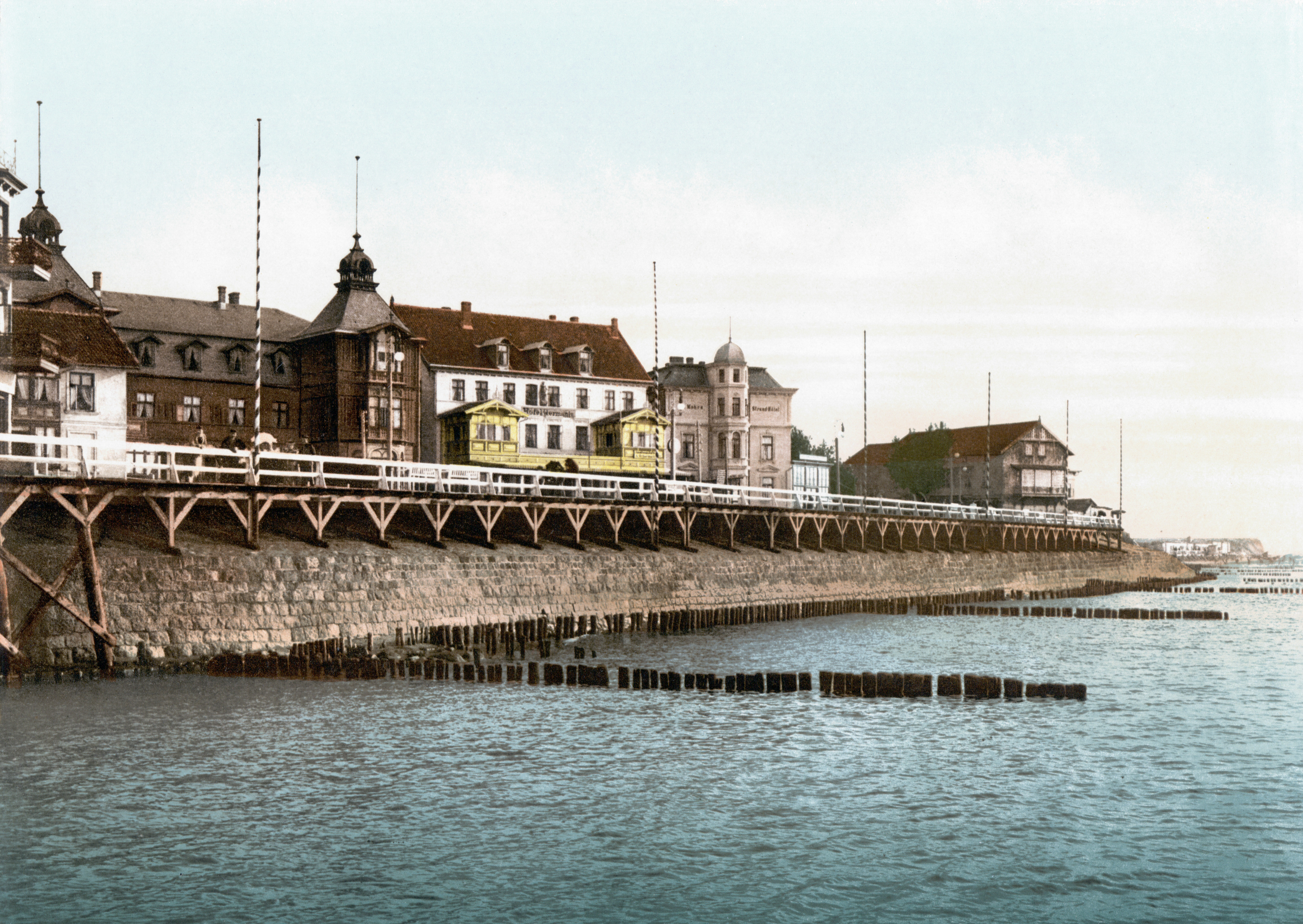
Město v roce 1900
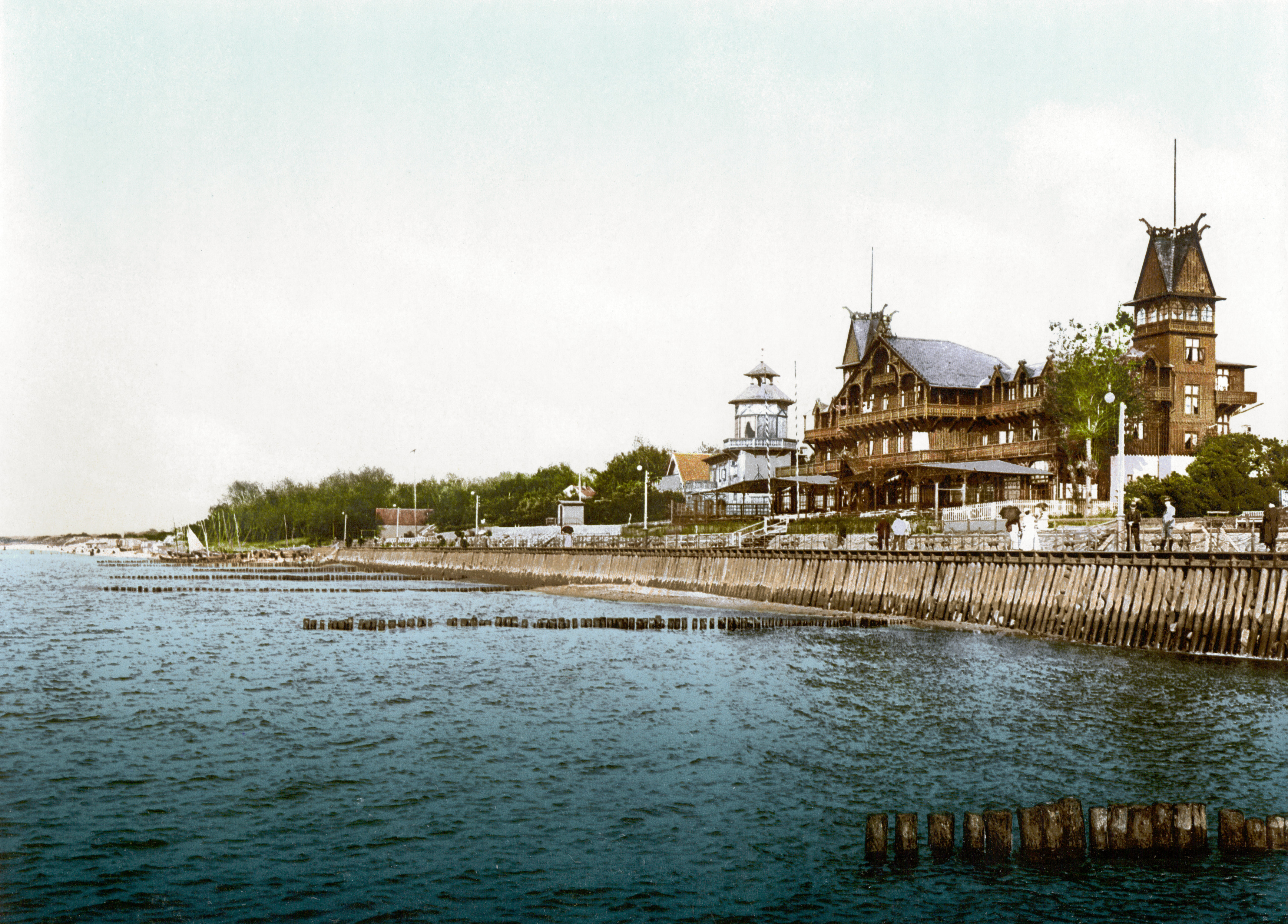
Město v roce 1900
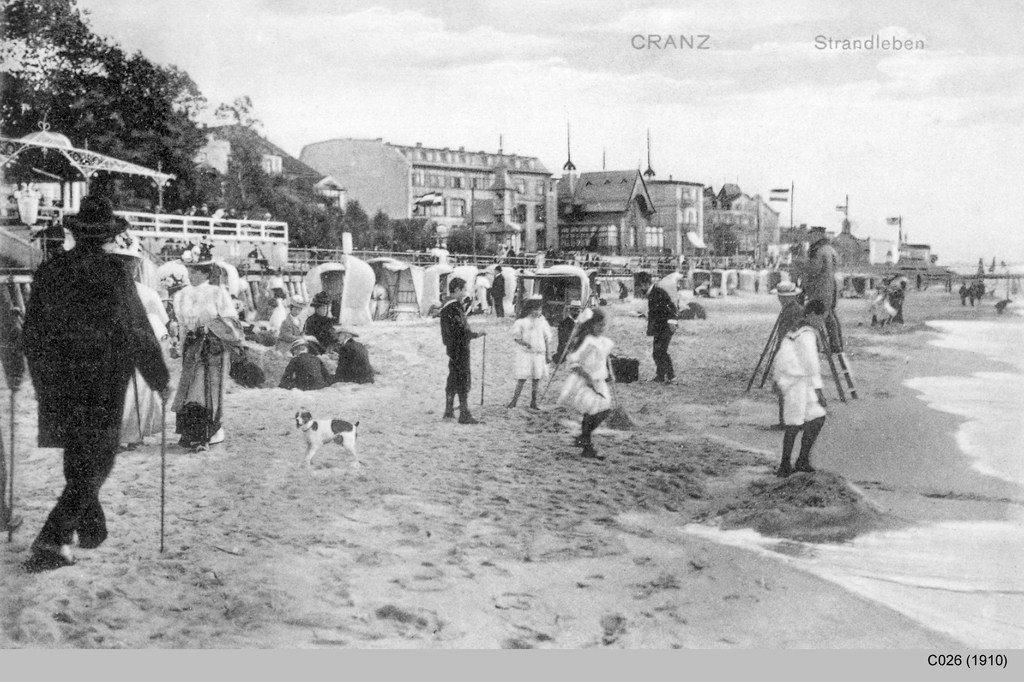
Městská pláž před rokem 1945
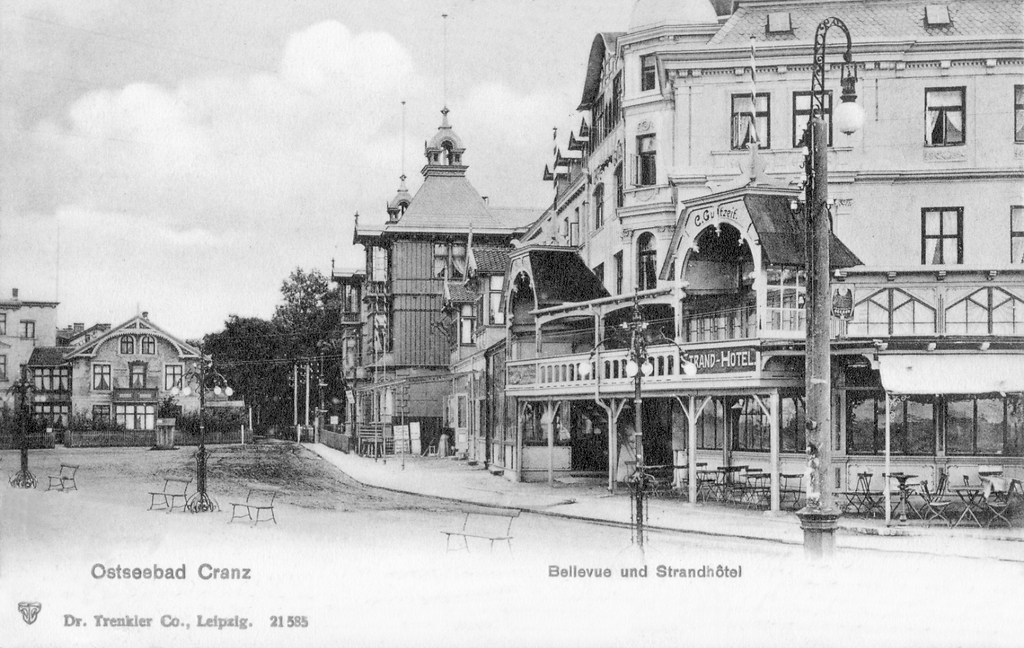
Německá zástavba před rokem 1945
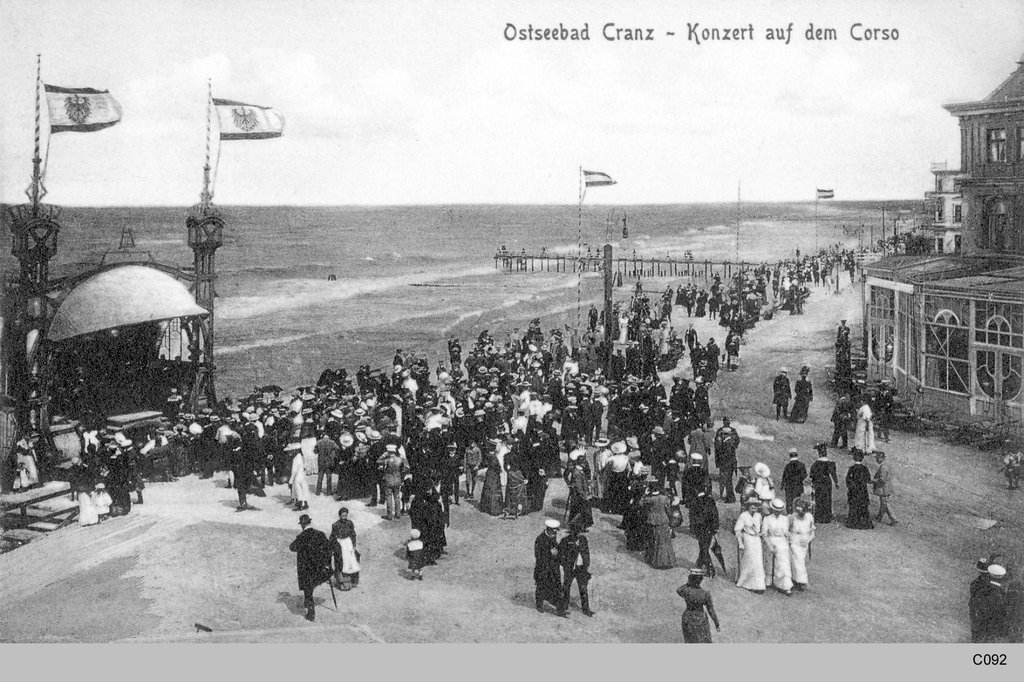
Koncert na pláži před rokem 1945
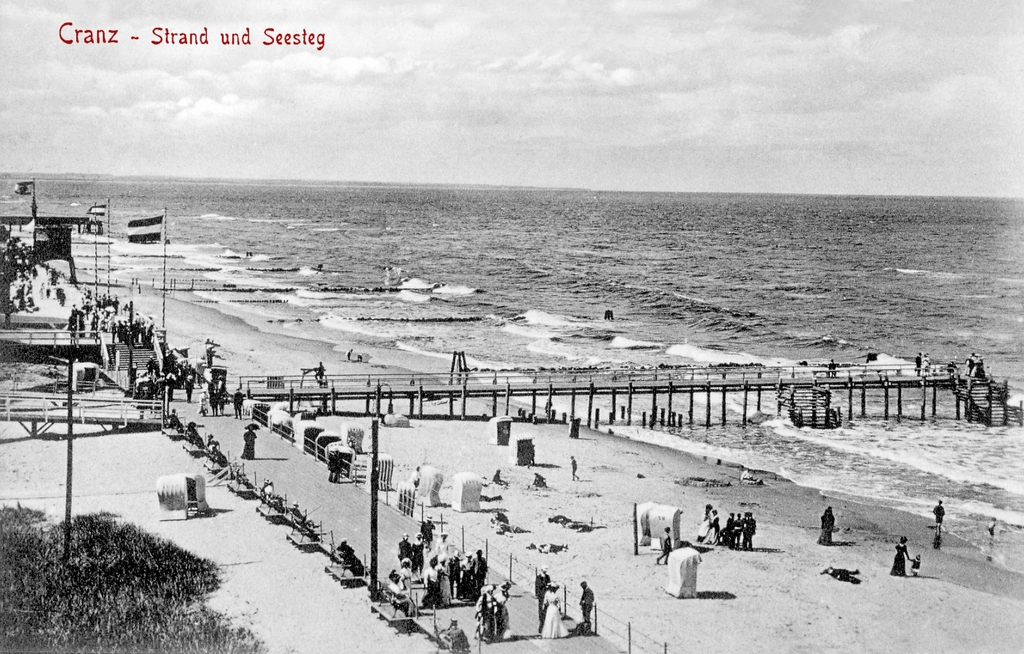
Městská pláž před rokem 1945
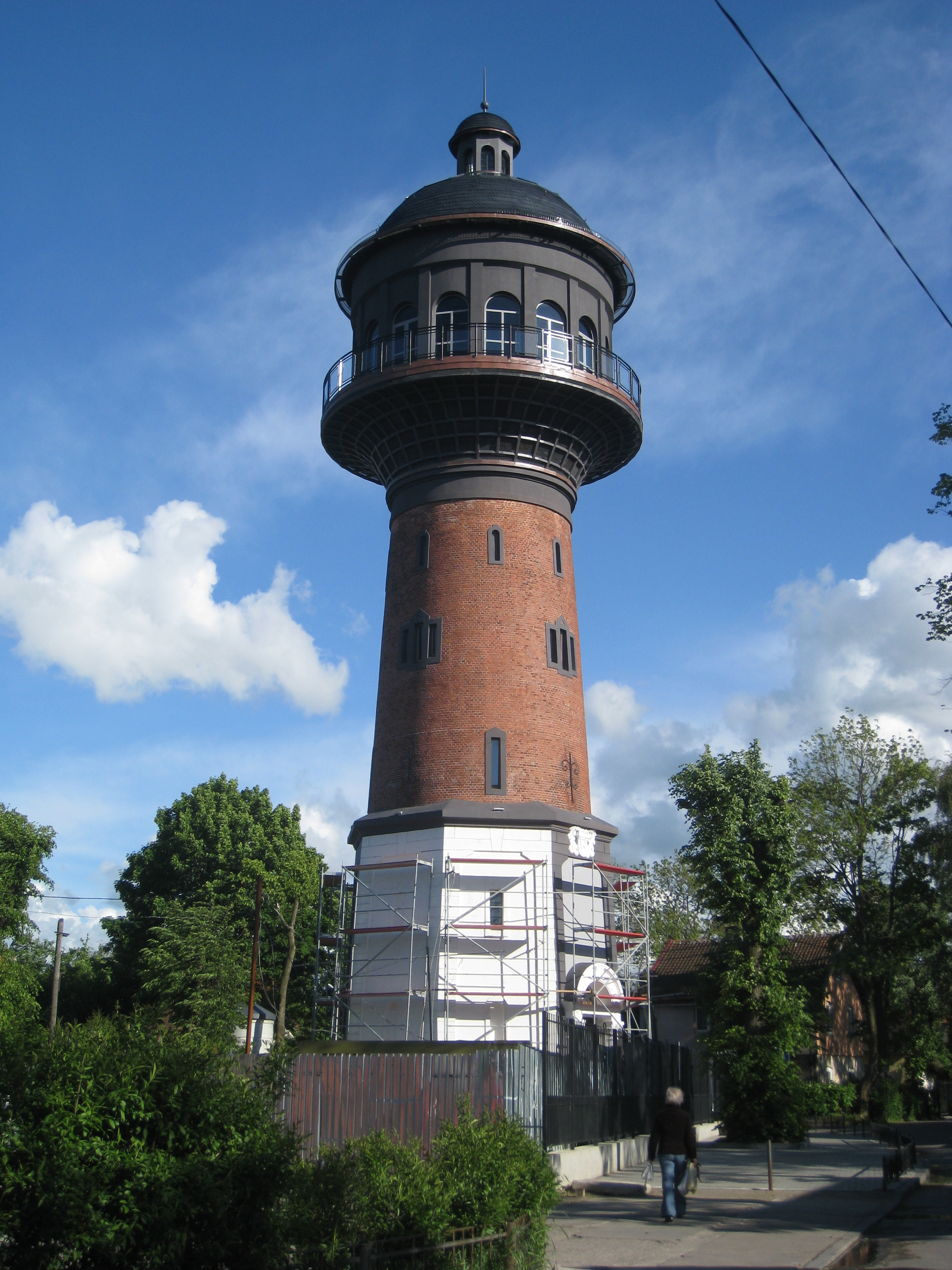
Původní vodárenská věž
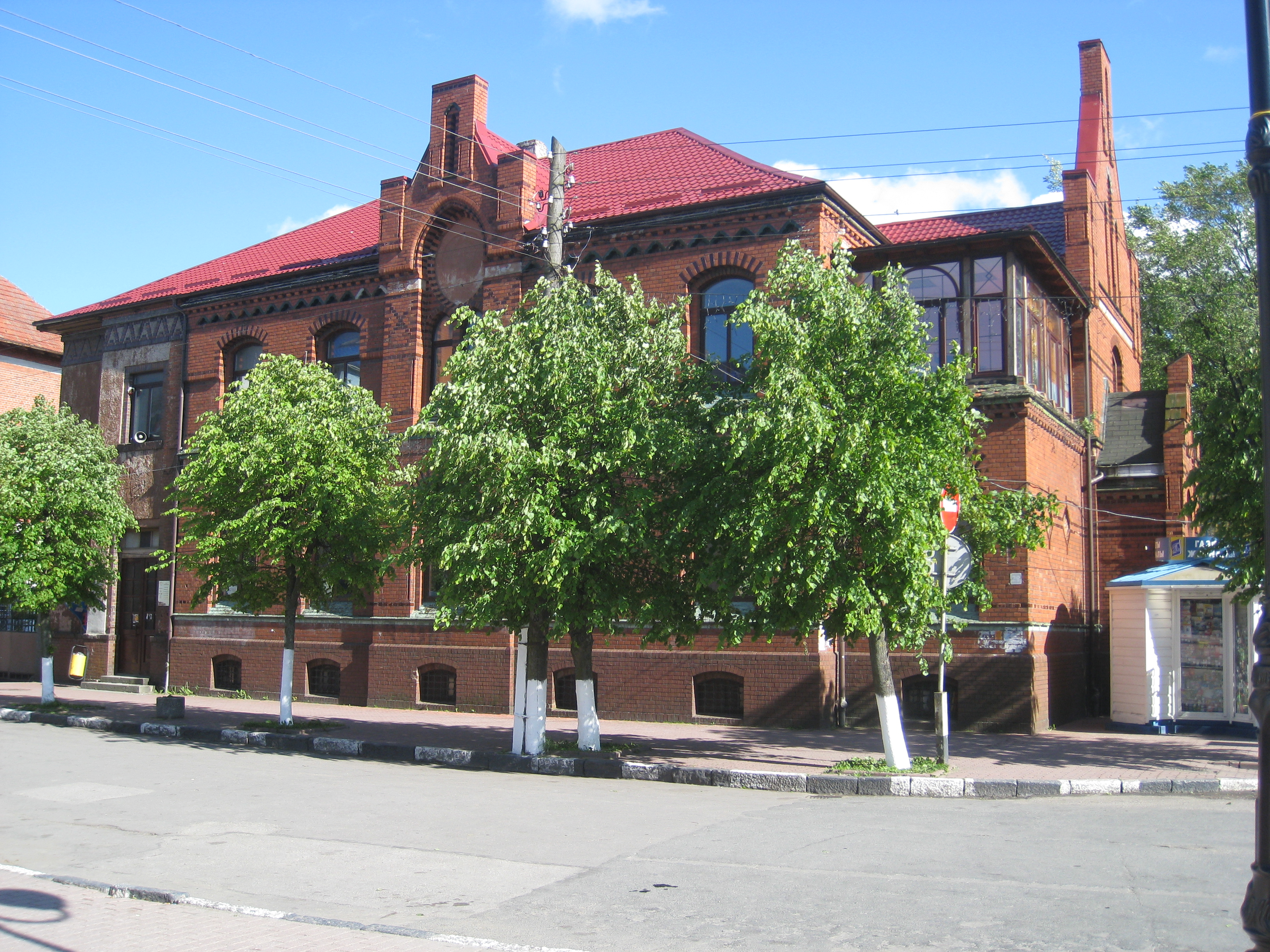
Bývalá německá pošta
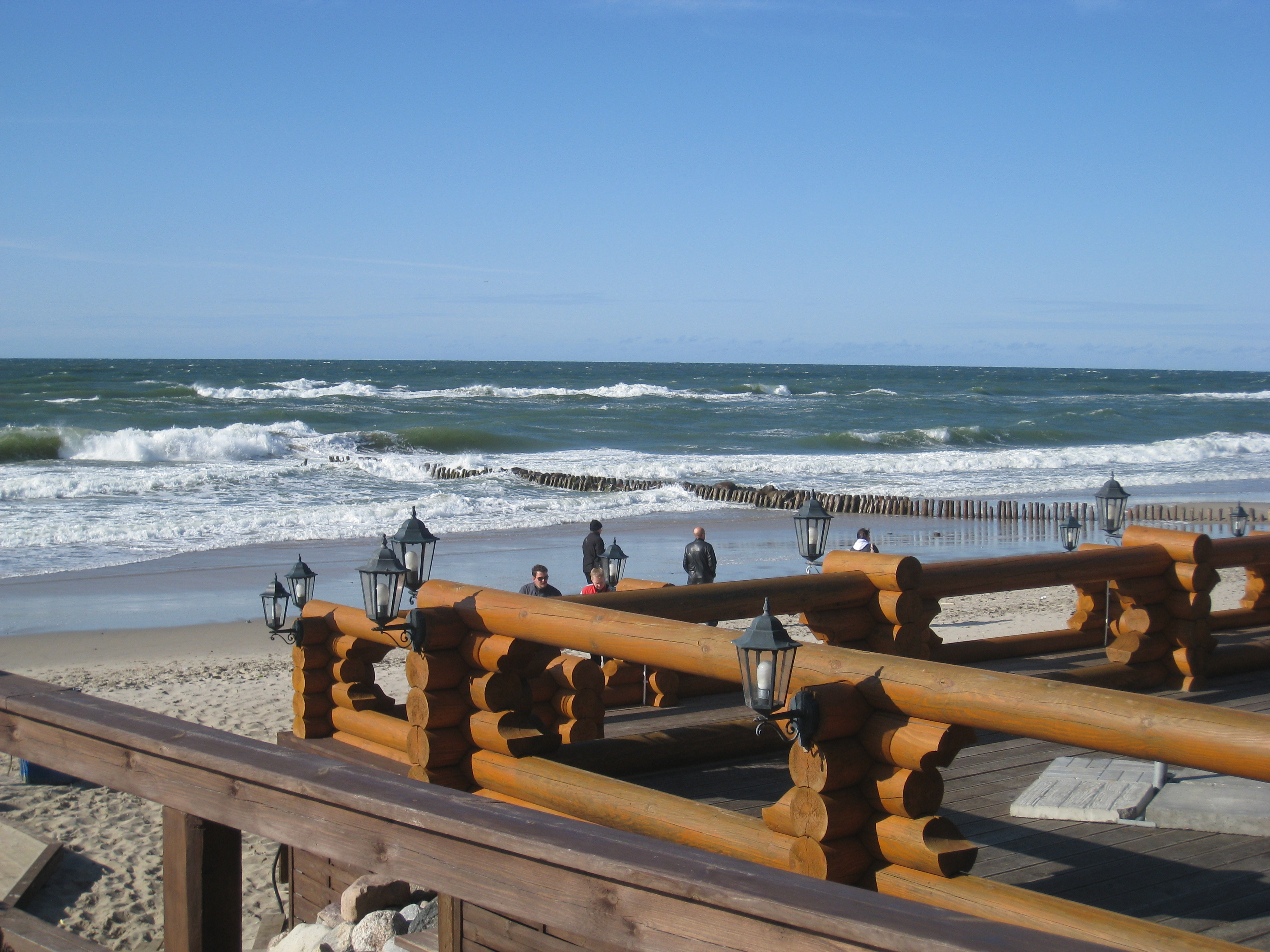
Městská pláž
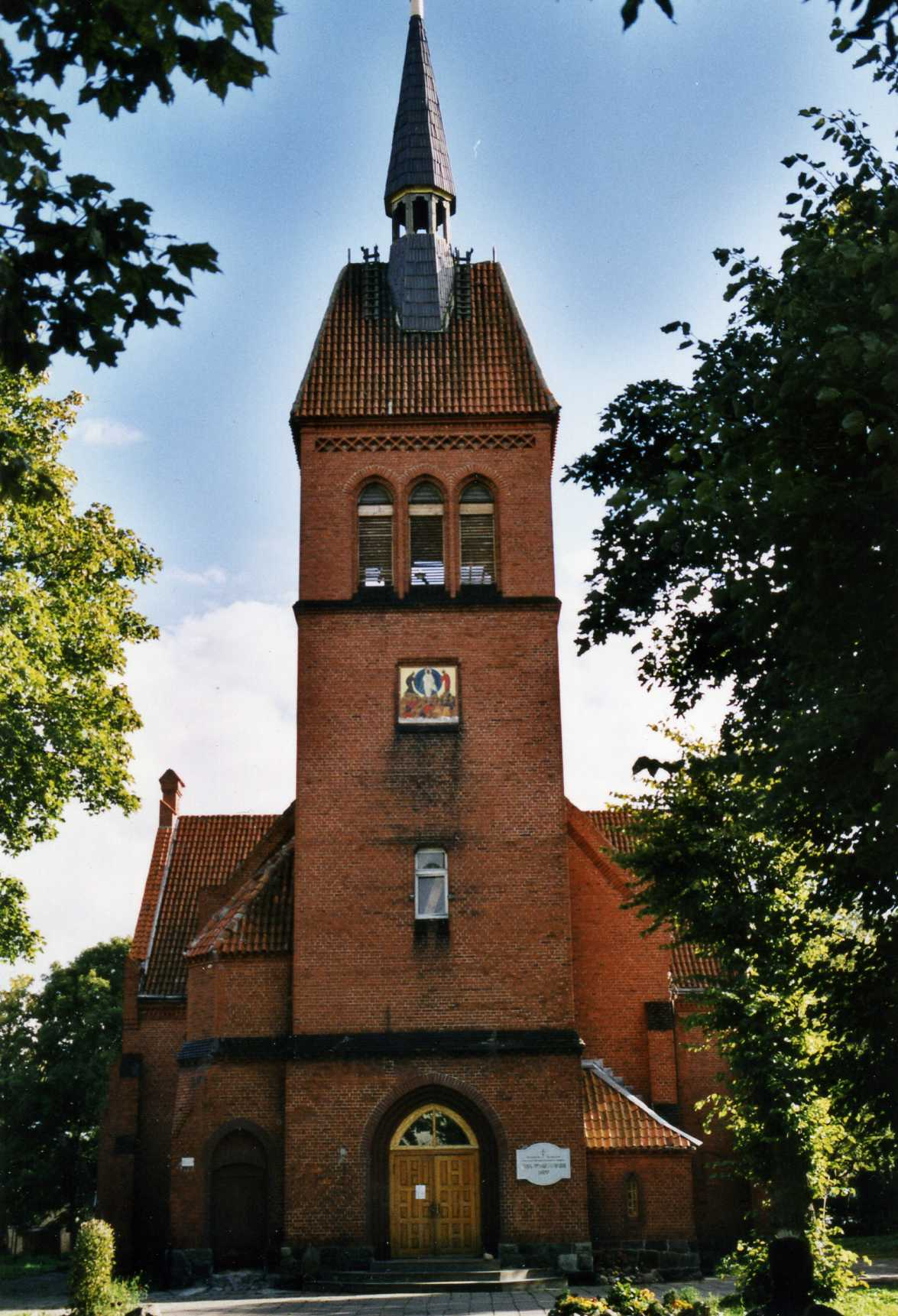
Bývalý evangelický kostel
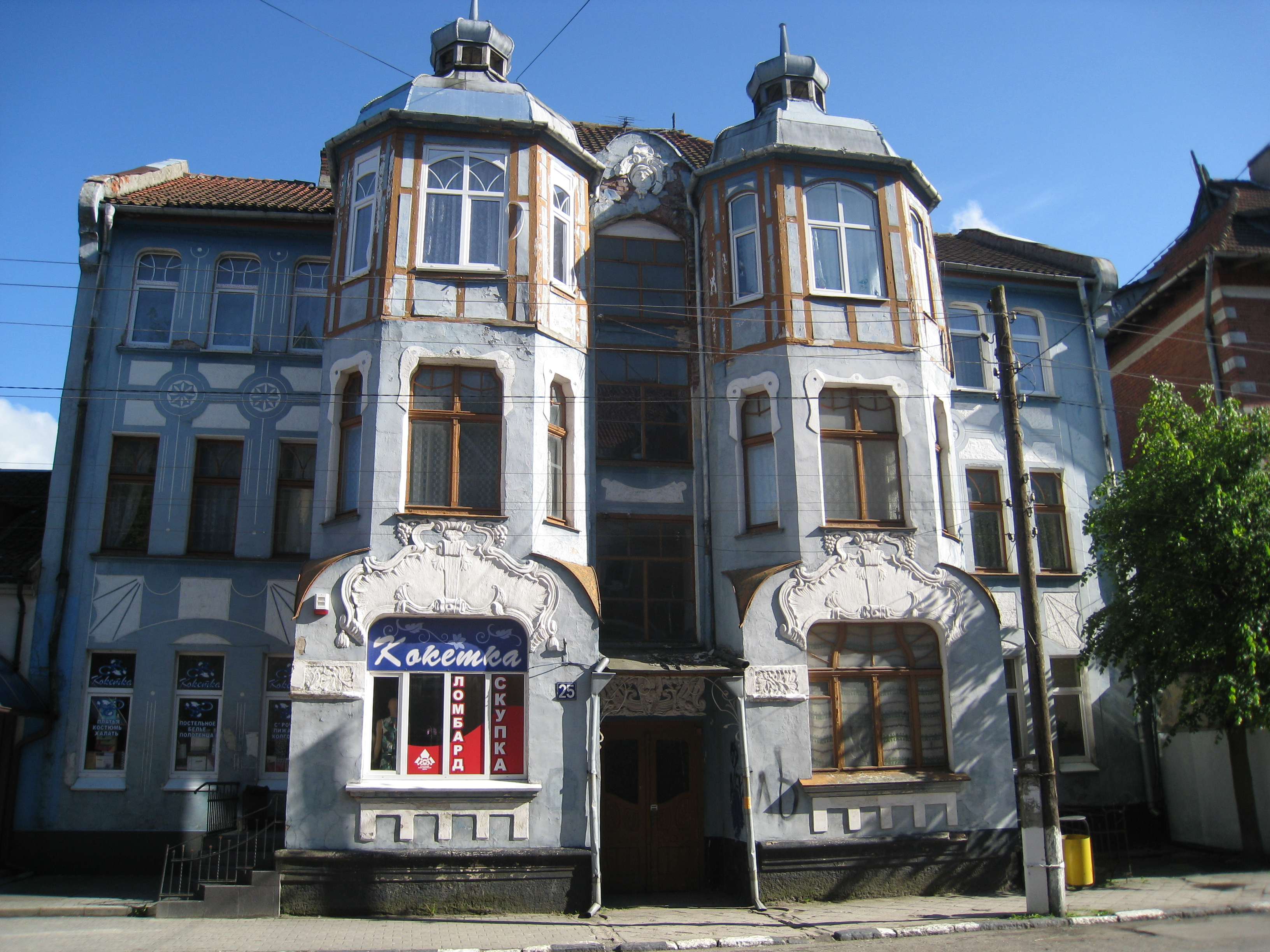
Původní německá zástavba
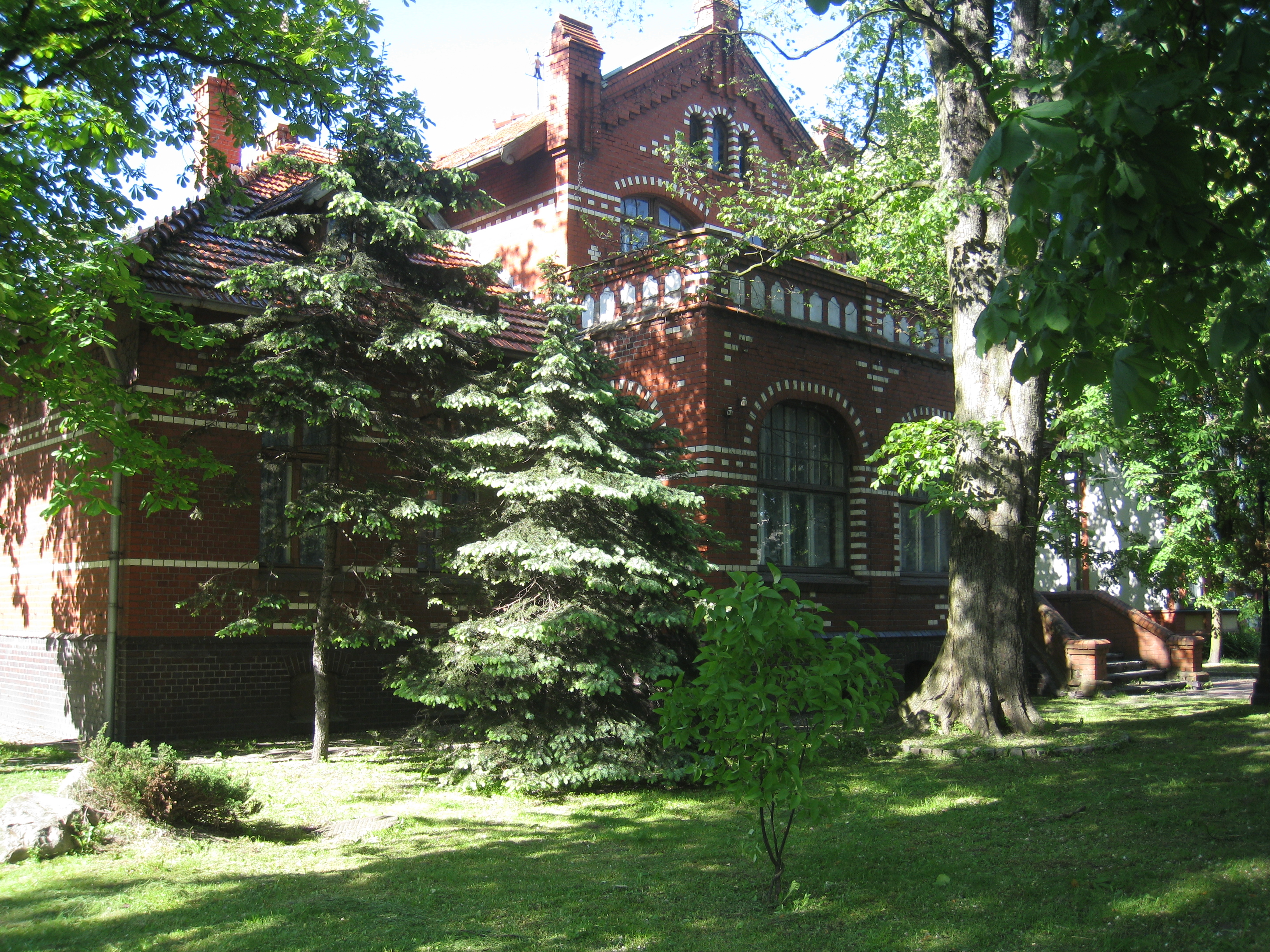
Knihovna
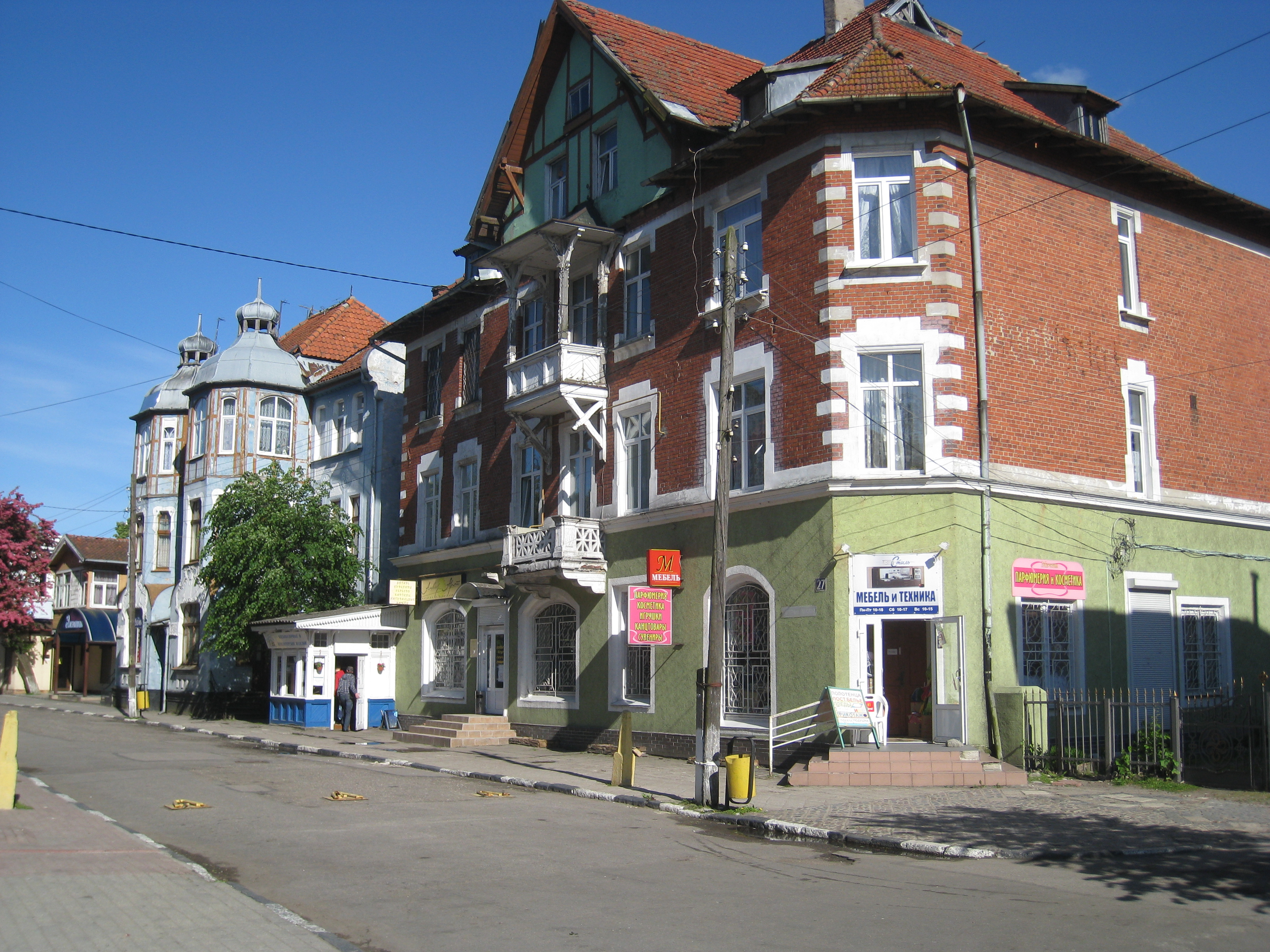
Původní německá zástavba
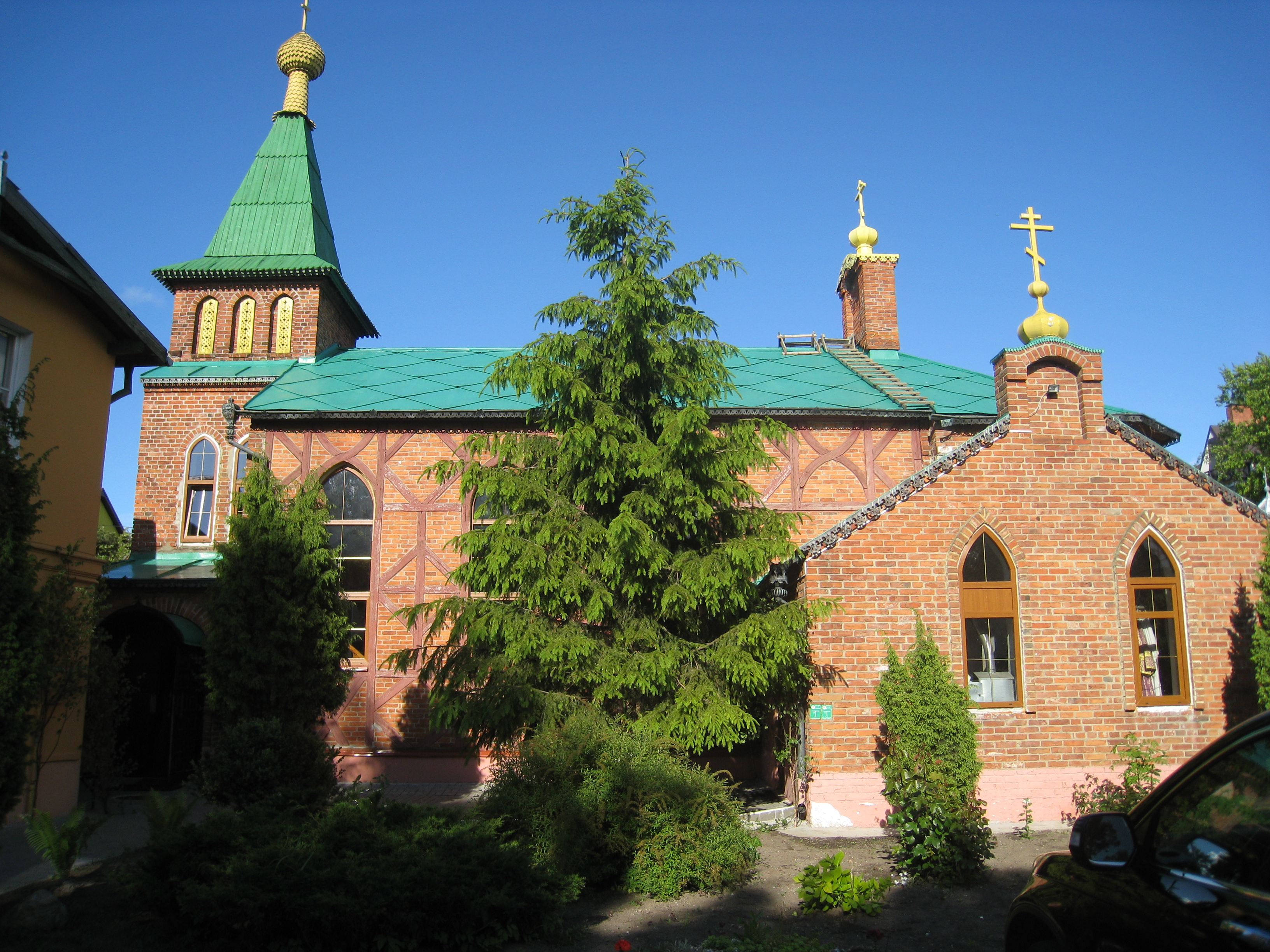
Ruský ortodoxní kostel